# Права ЛГБТ в Пакистане
Гомосексуалы и бисексуалы в Пакистане подвергаются преследованию со стороны официальных властей и не имеют равных прав с проживающими в стране гетеросексуалами и трансгендерами.
Даже в крупных городах гомосексуалы и бисексуалы вынуждены тщательно скрывать свою сексуальную ориентацию. Законодательство Пакистана предусматривает уголовное наказание за однополые сексуальные действия. Уголовный кодекс страны от 1860 года, первоначально разработанный британской колониальной администрацией, под предлогом защиты общественной морали и порядка, предусматривает наказание за «содомию» в виде лишения свободы и ряд других ограничений, которые влияют на права ЛГБТ в Пакистане.
В соответствии с законами шариата, наказанием за однополые отношения является смертная казнь. Однако, по данным Международной ассоциации геев и лесбиянок до настоящего времени не известно о случаях, когда в отношении гомосексуалов и бисексуалов в Пакистане применялась эта мера.
Несмотря на то, что однополые сексуальные действия являются незаконными в стране, они не всегда преследуются по закону. Также ВИЧ-инфекция, которая затрагивает и гетеросексуальных мужчин и женщин, остается серьезной проблемой для ЛГБТ в Пакистане.
Дискриминация и преследование гомосексуалов и бисексуалов, и связанная с этим социальная стигматизация, в Пакистане поощряются религиозными деятелями и затрудняют для ЛГБТ-людей устойчивые отношения. Тем не менее, ЛГБТ в Пакистане, вынужденные скрывать свои отношения, создают однополые семьи. Однополые партнёрства чаще встречаются в больших городах, таких, как Карачи и Лахор. В результате глобализации и усиления тенденций либерализации и развития социальной терпимости число однополых семей в Пакистане растет уже в течение нескольких лет. Также растёт число граждан с толерантным отношением к гомосексуальным и бисексуальным людям. Это прежде всего те, кто имеют хорошее образование и обычно являются выпускниками зарубежных университетов. У них не возникает проблем в общении с друзьями, чья сексуальная ориентация отличается от их собственной.
В 2018 году парламент Пакистана принял Закон о защите прав трансгендеров. В 2009 году Верховный суд страны вынес решение в пользу гражданских прав для трансгендерных людей, и дальнейшие судебные решения поддержали и расширили эти права.
В Пакистане нет законов о гражданских правах, запрещающих дискриминацию или преследование по признаку сексуальной ориентации. В соответствии с действующим законодательством однополые браки и гражданские союзы в стране не разрешены.